# ميل غورهام
ميل غورهام (بالإنجليزية: Mel Gorham)‏ هي ممثلة أمريكية، ولدت في 1959 في كورال غيبلز في الولايات المتحدة.

## وصلات خارجية
- ميل غورهام على موقع IMDb (الإنجليزية)
- ميل غورهام على موقع قاعدة بيانات الفيلم (الإنجليزية)